# Suivai Ataga
Suivai Ataga (21 aprile 1987) è un calciatore samoano, attaccante del Lupe le Soaga.

## Carriera

### Club
Nel corso degli anni ha totalizzato complessivamente 20 presenze e 11 reti nei turni preliminari della OFC Champions League.

### Nazionale
Ha debuttato in Nazionale il 3 giugno 2012, in Vanuatu-Samoa (5-0). Ha partecipato, con la Nazionale, alla Coppa delle nazioni oceaniane 2012. Ha collezionato in totale, con la maglia della Nazionale, una presenza.

## Statistiche

### Cronologia presenze e reti in nazionale
| Cronologia completa delle presenze e delle reti in nazionale ― Samoa | Cronologia completa delle presenze e delle reti in nazionale ― Samoa | Cronologia completa delle presenze e delle reti in nazionale ― Samoa | Cronologia completa delle presenze e delle reti in nazionale ― Samoa | Cronologia completa delle presenze e delle reti in nazionale ― Samoa | Cronologia completa delle presenze e delle reti in nazionale ― Samoa | Cronologia completa delle presenze e delle reti in nazionale ― Samoa | Cronologia completa delle presenze e delle reti in nazionale ― Samoa |
| Data                                                                 | Città                                                                | In casa                                                              | Risultato                                                            | Ospiti                                                               | Competizione                                                         | Reti                                                                 | Note                                                                 |
| -------------------------------------------------------------------- | -------------------------------------------------------------------- | -------------------------------------------------------------------- | -------------------------------------------------------------------- | -------------------------------------------------------------------- | -------------------------------------------------------------------- | -------------------------------------------------------------------- | -------------------------------------------------------------------- |
| 3-6-2012                                                             | Honiara                                                              | Vanuatu                                                              | 5 – 0                                                                | Samoa                                                                | Coppa d'Oceania 2012                                                 | -                                                                    | 77’                                                                  |
| Totale                                                               |                                                                      | Presenze                                                             | 1                                                                    |                                                                      | Reti                                                                 | 0                                                                    |                                                                      |